# Famille Ridolfi
 (juillet 2024).
Si vous disposez d'ouvrages ou d'articles de référence ou si vous connaissez des sites web de qualité traitant du thème abordé ici, merci de compléter l'article en donnant les références utiles à sa vérifiabilité et en les liant à la section « Notes et références ».
La famille Ridolfi est un noble famille florentine dont la lignée commence avec Ridolfo Ridolfi (XIIIe siècle).

## Histoire
Dans la seconde moitié du XIIIe siècle, Ridolfo, dont ses descendants tirent leur patronyme, arrive de Poppiano pour exercer le commerce à Florence et habiter, précisément dans le quartier San Frediano, dans l'Oltrarno, avec ses fils. Ils sont enterrés dans l'église Santa Maria del Carmine.
En 1343 Niccolò di Cione Ridolfi est élu parmi les Prieurs de la Liberté. Sa famille, entre-temps, s'étant fait connaître, avait érigé ses premières demeures dans les gonfalone della Ferza, autour de l'église de San Felice in Piazza. Cette branche des Ridolfi se dit donc de la Piazza, pour se distinguer de ceux du Ponte (Ponte Vecchio), et des Ridolfi du Borgo (San Jacopo).

## Armoiries

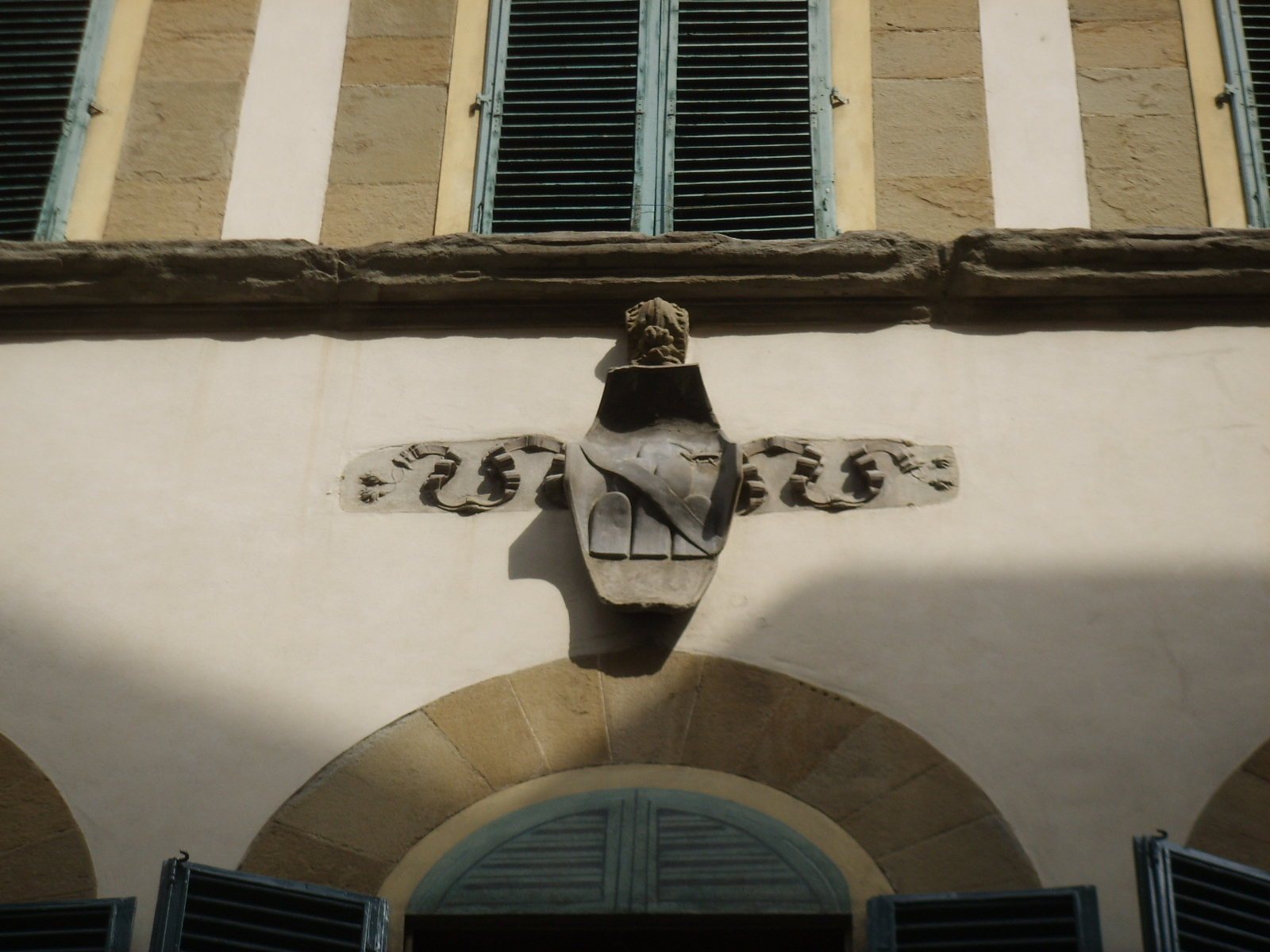
Armoiries sur la façade du Palazzo di Cosimo Ridolfi

Une montagne d'or sur fond bleu traversé par une bande de pourpre sur le côté, dans le coin supérieur droit une couronne d'or avec des palmiers verts, cette couronne fut accordée par le roi Jacques de Majorque et des Pouilles à Lorenzo Ridolfi, quand il fut envoyé comme ambassadeur de la République Florentine à Naples en 1415.

## Personnalités
- Ridolfo Ridolfi (début du XIIIe siècle), tête de la dynastie des Ridolfi
- Niccolò di Cione Ridolfi, élu en 1343 Priore di libertà
- Piero Ridolfi, époux (fin du XVe siècle) de la Contessina de' Medici, fille de Laurent le Magnifique
- Antonio Ridolfi, qui participa au Conseil des Vingt chargé d'organiser la guerre contre la république de Volterra en 1471[2].
- Niccolò Ridolfi (né en 1501 à Florence), archevêque de Florence et cardinal
- Roberto Ridolfi (né en 1531 à Florence), conjuré de la destitution d'Élisabeth Ire d'Angleterre
- Niccolò Ridolfi (1578-1650), maître de l'ordre des Prêcheurs
- Bernardino Ridolfi, commandant en 1571 à la bataille de Lépante
- Cosimo Ridolfi (né en 1794 à Florence), agronome, économiste et homme d'État
- Luigi Ridolfi (né en 1896 à Florence), mécène, dirigeant sportif, héros décoré de la Grande Guerre
- Roberto Ridolfi (1899-1991 à Florence), écrivain, biographe, historien et philologue

## Traces dans Florence
- Le palazzo di Cosimo Ridolfi